# John Emms
John Michael Emms (14 marzo 1967) è uno scacchista britannico.
Ha ottenuto il titolo di Maestro Internazionale nel 1990 e di Grande Maestro nel 1995. Nel 2021 ha ottenuto anche il titolo di FIDE Trainer.
Nel 1997 si classificò =1°-3° nel campionato britannico a Hove, vinto dopo gli spareggi da Michael Adams e Matthew Sadler.
Con la nazionale inglese ha partecipato alle olimpiadi di Istanbul 2000 e Bled 2002, ottenendo complessivamente il 57,7% dei punti.
È stato capitano della nazionale inglese alle olimpiadi di Bled 2002 e della nazionale femminile inglese alle olimpiadi di Calvià 2004.
Ha ottenuto il suo massimo rating FIDE nel luglio 1999, con 2586 punti Elo.

## Pubblicazioni
John Emms ha scritto molti libri sulle aperture, sui finali, sulla strategia e la tattica, tra i quali:
- Easy Guide to the Nimzo-Indian, Everyman Chess, 1998
- Easy Guide to the Ruy Lopez , Everyman Chess, 1999
- Nunn's Chess Openings (con John Nunn, Joe Gallagher e G. Burgess), Everyman Chess, 1999
- The Survival Guide to Rook Endings, Everyman Chess, 1999
- The Ultimate Chess Puzzle Book, Gambit Publications, 2000
- Most Amazing Chess Moves of All Time, Gambit Publications, 2000
- Play The Open Games As Black, Gambit Publications, 2000
- Sicilian Kan, Everyman Chess, 2002
- Starting Out: The Sicilian, Everyman Chess, 2002
- Play the Najdorf: Scheveningen Style, Everyman Chess, 2003
- The Mammoth Book of the World's Greatest Chess Games, Carroll & Graf, 2004
- Attacking with 1.e4, Everyman Chess, 2004
- The Scandinavian (2nd edition), Everyman Chess, 2004
- Starting Out: Minor Piece Endgames, Everyman Chess, 2004
- Starting Out: King's Indian Attack, Everyman Chess,  2005
- Starting Out: The Scotch Game, Everyman Chess, 2005
- The Survival Guide to Competitive Chess, Everyman Chess, 2006
- Discovering Chess Openings: Building a repertoire from basic principles, Everyman Chess, 2006 [2]
- Dangerous Weapons: The Sicilian, Everyman Chess, 2006
- Dangerous Weapons: The Nimzo-Indian, Everyman Chess, 2006
- The Survival Guide to Competitive Chess: Improve Your Results Now!, Everyman Chess, 2007
- Dangerous Weapons: Anti-Sicilians (con Peter Wells e Richard Palliser), Everyman Chess, 2009
- Dangerous Weapons: The Caro-Kann (con Jovanka Houska e Richard Palliser), Everyman Chess, 2010
- First Steps: 1 e4 e5, Everyman Chess, 2018 [3]